# 新疆生产建设兵团第五师九十一团
新疆生产建设兵团第五师九十一团是中华人民共和国新疆生产建设兵团第五师下辖的一个团。

## 行政区划
新疆生产建设兵团第五师九十一团下辖以下单位：
团部社区、一连、二连、三连、四连、五连和园艺连。